# 6847 Kunz-Hallstein
A 6847 Kunz-Hallstein (ideiglenes jelöléssel 1977 RL) egy marsközeli kisbolygó. Hans-Emil Schuster fedezte fel 1977. szeptember 5-én.